# Wacław Zakrzewski
Wacław Zakrzewski herbu Wyssogota (ur. około 1740, zm. 22 kwietnia 1813 roku) – marszałek Trybunału Głównego Koronnego w 1789, kasztelan nakielski w 1787, podstoli kaliski w latach 1778–1787.

## Osiągnięcia
Syn Macieja i Teresy z Zakrzewskich. W 1761, po śmierci ojca, objął, wraz z siostrą (Dorotą Wielowieyską), majątki ksiąskie: Książek, Kiełczyn, Radoszkowo, Świączyń oraz Zakrzewo. W 1774, w dowód uznania za zaangażowanie w sprawy publiczne, otrzymał Order Orła Białego i tytuł szambelana królewskiego. Wprowadzał liczne regulacje prawne w różnych dziedzinach życia Książa, m.in. zreformował tam ustrój miejski w duchu oświeceniowym.

## Życie prywatne
Żonaty z Katarzyną Budziszewską, córką stolnika przemyskiego - Jana. Zmarł bezpotomnie.